# 德川慶昌
德川慶昌（1825年5月1日—1838年7月5日），御三卿一橋德川家第6代當主。

## 生平
德川慶昌在文政八年三月十四（1825年5月1日）於江戶城出生，是幕府將軍德川家慶的第五子，幼名初之丞。天保八年（1837年）五月初四過繼給一橋家的德川齊位作末期養子，同年六月初六繼承為一橋家家督。到八月他元服，接受父親的偏諱，改名慶昌。
不過，慶昌繼承一橋家僅僅一年就就夭折了，年僅14歲，天保十五年（1844年）五月初四贈官參議，並由田安德川家迎來當主德川齊匡第五子德川慶壽作一橋家家督。
| 德川慶昌        |                               |                 |
| 王位覬覦者      |                               |                 |
| 前任： 德川齊位 | 一橋德川家當主 1837年－1838年 | 繼任： 德川慶壽 |